# Pygopleurus ottomanus
Pygopleurus ottomanus es una especie de coleóptero de la familia Glaphyridae.

## Distribución geográfica
Habita en Turquía.